# زگلیک کوربلاغ
زگلیک کوربلاغ یکی از روستاهای استان آذربایجان شرقی است که در دهستان نقدوز بخش فندقلو شهرستان اهر واقع شده‌است.این روستا ۲۳۲ نفر جمعیت دارد.